# Gesellschaft für Kognitionswissenschaft
Die Gesellschaft für Kognitionswissenschaft ist ein seit 1994 existierender eingetragener Verein, der mit dem Ziel besteht, die Zusammenarbeit und den Fortschritt der kognitionswissenschaftlichen Disziplinen im deutschsprachigen Raum zu fördern. Die Mitglieder der Gesellschaft arbeiten überwiegend auf den Gebieten Psychologie, Neurowissenschaft, Philosophie, Linguistik und Informatik.
Von 1994 bis 2002 war die Gesellschaft Herausgeberin der Zeitschrift Kognitionswissenschaft. In den Jahren 2002 bis 2005 erhielten die Mitglieder das Cognitive Science Quarterly, während die Gesellschaft 2006 zur Cognitive Processing übergegangen ist.
Die Gesellschaft organisiert alle zwei Jahre die Fachtagung KogWis und ist jährlich Mitorganisator des Interdisziplinären Kollegs.
Die Mitgliederversammlung wählt alle zwei Jahre vier Personen in den fünfköpfigen Vorstand. Das Amt des Vorsitzenden wird laut Satzung automatisch vom bisherigen Stellvertreter übernommen.
Mitglieder der Gesellschaft sind u. a. Ansgar Beckermann, Dietrich Dörner, Andreas K. Engel, Angela D. Friederici, Hans Kamp, Reinhold Kliegl, Thomas Metzinger, Markus Knauff, Michael Pauen, Gerhard Strube, Werner Tack, Kai Vogeley, Ipke Wachsmuth.